# Prlekija

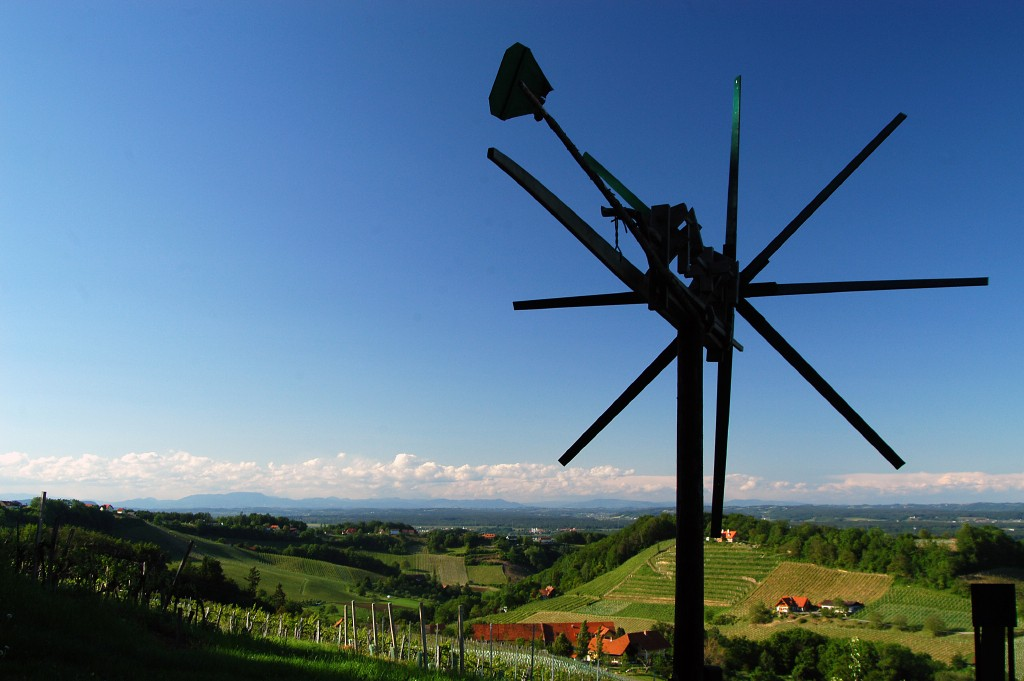
Klapotetz en Sausal

Prlekija es un territorio situado al noreste de Eslovenia, entre los ríos Drava y Mura. El paisaje es en su mayor parte agrícola, y Ljutomer la población más importante.

## Límites
Si se observa la extensión de su dialecto, el paisaje de Prlekija se extiende hasta el río Mura en el E, hasta Hrastje-Mota en el N, hasta Očeslavci en el NO, hasta Cerkvenjak en el O, hasta Dornava, Markovci y Ormož en el S y hasta Razkrižje en el SE. Geográficamente, Prlekija se extiende hasta Gornja Radgona en el N, hasta Benedikt en el O, hasta el río Mura en el E y hasta Ptuj en el S.

## Municipios
Apače, Gornja Radgona, Križevci, Ljutomer, Ormož, Radenci, Razkrižje, Središče ob Dravi, Sveti Jurij, Sveti Tomaž, Veržej.

## Molinos
El viejo molino de Babič, en el río Mura es la prueba de que Prlekija y Prekmurje ya desde hace siglos tienen la agricultura como actividad más destacada. El primer molino fue construido en 1890. El monumento está protegido y simboliza la conexión del presente con el pasado y el futuro. Aún hoy se usa para transformar cereales en harina.
En Stara Gora y en Sveti Jurij ob Ščavnici hay un molino de viento, siendo uno de los pocos que se han conservado hasta la actualidad. En Gibina hay un molino de arroyo (potočni mlin) cuya existencia está documentada desde hace más de 200 años.

## Monumentos
- En Juršinci: Museo de Janez Puh (Puhov muzej). Inventor esloveno que se ocupó del motociclismo, del automivilismo y del ciclismo.
- En Veržej: Museo de la Herrería.
- Termas de Banovci.

## Sitios naturales
- Razkrižje: "Fuente de Ivan" (Ivanov izvir).
- Jeruzalem y Ormož: estas dos ciudades son conocidas por sus vinos.

## Feria de Prlekija
Feria celebrade en agosto en Ljutomer. El mercado ofrece varios productos caseros y textiles.

## Ferias internacionales de Gornja Radgona
- AGRA: agricultura y alimentos
- INPAK: logística y técnicas de embalaje
- GREEN: tecnología sostenible y ecología
- Feria de primavera (pomladni sejem): construcción, energía, artesanía

## Información
- Eslovenia Archivado el 27 de noviembre de 2004 en Wayback Machine.

- Datos: Q6963743
- Multimedia: Prlekija / Q6963743